# Liste der Ortschaften im Bezirk Neunkirchen
Die Liste der Ortschaften im Bezirk Neunkirchen enthält die Gemeinden und ihre zugehörigen Ortschaften im niederösterreichischen Bezirk Neunkirchen (in Klammern stehen die Einwohnerzahlen zum Stand 1. Jänner 2024).
Kursive Gemeindenamen sind keine Ortschaften, in Klammern der Status Markt bzw. Stadt. Die Angaben erfolgen im offiziellen Gemeinde- bzw. Ortschaftsnamen, wie von der Statistik Austria geführt.
- Altendorf (202)
  - Loitzmannsdorf (34)
  - Schönstadl (44)
  - Syhrn (33)
  - Tachenberg (49)

- Aspang Markt (Markt, 1.822)

- Aspangberg-St. Peter
  - Außeraigen (139)
  - Hoffeld (335)
  - Höll (360)
  - Inneraigen (130)
  - Königsberg (136)
  - Langegg (207)
  - Neustift am Alpenwalde (34)
  - Neustift am Hartberg (84)
  - Neuwald (435)
  - Sonneck (17) (Hauptort)

- Breitenau (1.559)

- Breitenstein (283)

- Buchbach (261)
  - Liesling (97)

- Bürg-Vöstenhof
  - Bürg (127) (Hauptort)
  - Vöstenhof (33)

- Edlitz (Markt, 891)

- Enzenreith (747)
  - Hart (365)
  - Hilzmannsdorf (44)
  - Köttlach (390)
  - Thürmannsdorf (18)
  - Wörth (395)

- Feistritz am Wechsel (858)
  - Grottendorf (105)
  - Hasleiten (68)

- Gloggnitz (Stadt, 5.041)
  - Abfaltersbach (10)
  - Aue (112)
  - Berglach (22)
  - Eichberg (57)
  - Graben (14)
  - Heufeld (36)
  - Saloder (19)
  - Stuppach (459)
  - Weißenbach (58)

- Grafenbach-St. Valentin (Markt)
  - Göttschach (176)
  - Grafenbach (884) (Hauptort)
  - Ober-Danegg (149)
  - Penk (269)
  - St. Valentin-Landschach (859)

- Grimmenstein (Markt, 915)
  - Hochegg (286)
  - Hütten (95)

- Grünbach am Schneeberg (Markt, 1.466)
  - Neusiedl am Walde (162)

- Höflein an der Hohen Wand
  - Oberhöflein (404) (Hauptort)
  - Unterhöflein (347)
  - Zweiersdorf (143)

- Kirchberg am Wechsel (Markt, 1.851)
  - Alpeltal (44)
  - Kranichberg (144)
  - Lehen (173)
  - Molzegg (124)
  - Ofenbach (200)

- Mönichkirchen (Markt, 636)

- Natschbach-Loipersbach
  - Lindgrub (58)
  - Loipersbach (781)
  - Natschbach (901) (Hauptort)

- Neunkirchen (Stadt, 11.453)
  - Mollram (705)
  - Peisching (736)

- Otterthal (543)

- Payerbach (Markt, 1.103)
  - Geyerhof (15)
  - Kreuzberg (112)
  - Küb (199)
  - Mühlhof (77)
  - Pettenbach (173)
  - Schmidsdorf (311)
  - Werning (83)

- Pitten (Markt, 2.186)
  - Inzenhof (61)
  - Leiding (177)
  - Sautern (511)
  - Weinberg (3)

- Prigglitz (254)
  - Gasteil (76)
  - Stuppachgraben (102)

- Puchberg am Schneeberg (Markt, 2.729)

- Raach am Hochgebirge (172)
  - Schlagl (80)
  - Sonnleiten (70)
  - Wartenstein (4)

- Reichenau an der Rax (Markt, 1.357)
  - Dörfl (114)
  - Edlach an der Rax (302)
  - Griesleiten (25)
  - Großau (50)
  - Grünsting (54)
  - Hinterleiten (55)
  - Hirschwang an der Rax (328)
  - Kleinau (20)
  - Mayerhöfen (8)
  - Oberland (9)
  - Prein an der Rax (150)
  - Preinrotte (51)
  - Sonnleiten (30)
  - Thonberg (13)

- St. Corona am Wechsel (383)

- St. Egyden am Steinfeld (256)
  - Gerasdorf am Steinfeld (350)
  - Neusiedl am Steinfeld (523)
  - Saubersdorf (628)
  - Urschendorf (443) (Hauptort)

- Scheiblingkirchen-Thernberg (Markt)
  - Gleißenfeld (496)
  - Reitersberg (67)
  - Scheiblingkirchen (640) (Hauptort)
  - Thernberg (649)
  - Witzelsberg (75)

- Schottwien (Markt, 662)
  - Greis (0)

- Schrattenbach (45)
  - Greith (70)
  - Gutenmann (6)
  - Hornungstal (79)
  - Rosental (193) (Hauptort)

- Schwarzau am Steinfeld (1.507)
  - Föhrenau (489)
  - Guntrams (131)

- Schwarzau im Gebirge (Markt, 199)
  - Gegend (50)
  - Graben (178)
  - Preintal (144)
  - Steinbruch (1)
  - Trauch (0)
  - Vois (53)

- Seebenstein (958)
  - Schiltern (532)
  - Sollgraben (2)

- Semmering
  - Semmering-Kurort (605)

- Ternitz (Stadt, 7.354)
  - Flatz (288)
  - Gadenweith (14)
  - Gutenmann (6)
  - Holzweg (27)
  - Pottschach (4.919)
  - Putzmannsdorf (982)
  - Raglitz (593)
  - Reith (40)
  - Sieding (370)
  - St. Lorenzen am Steinfelde (64)
  - Stixenstein (18)
  - Thann (78)

- Thomasberg (393)
  - Königsberg (599)
  - Kulma (49)
  - Sauerbichl (190)

- Trattenbach (519)

- Warth (Markt, 597)
  - Haßbach (206)
  - Kirchau (302)
  - Kulm (85)
  - Petersbaumgarten (258)
  - Steyersberg (69)
  - Thann (38)

- Wartmannstetten (Markt, 551)
  - Diepolz (101)
  - Gramatl (105)
  - Hafning (139)
  - Ramplach (443)
  - Straßhof (149)
  - Unter-Danegg (90)
  - Weibnitz (32)

- Willendorf (688)
  - Dörfles (122)
  - Rothengrub (95)
  - Strelzhof (69)

- Wimpassing im Schwarzatale (Markt, 1.612)

- Würflach (1.062)
  - Hettmannsdorf (369)
  - Wolfsohl (199)

- Zöbern (707)
  - Kampichl (236)
  - Maierhöfen (58)
  - Pichl (111)
  - Schlag (74)
  - Stübegg (195)